# 이진복 (1957년)
이진복(李珍福, 1957년 10월 18일 ~ )은 대한민국의 정치인이다.

## 생애
1981년 박관용 국회의원 보좌관으로 정계에 입문했다.
2002년 제3회 전국동시지방선거에서 동래구청장으로 당선되었다. 
2008년 18대 총선에서 부산 동래구 선거구에 무소속으로 당선된 후 한나라당에 복당했다. 19대와 20대 총선에서도 당선되며 3선 국회의원을 역임했다. 
2016년 12월 박근혜-최순실 게이트를 계기로 새누리당을 탈당하여 바른정당에 입당했으나, 2017년 5월 바른정당을 탈당하여 자유한국당으로 입당하였다. 
2022년 5월 윤석열 정부에서 대통령비서실 정무수석으로 임명됐다.

## 학력
- 연산국민학교 졸업
- 동해중학교 졸업
- 1974년 ~ 1977년: 부산기계공업고등학교 졸업
- 1995년 ~ 1999년: 한국방송통신대학교 행정학 학사
- 1999년 ~ 2002년: 동아대학교 대학원 지방자치행정학 석사

### 비학위 수료
- 2004년: 서울시립대학교 도시행정대학원 고위도시정책과정 수료

## 경력
- 1981년 ~ 2001년: 박관용 의원 보좌관
- 한나라당 동래구지구당 사무국 국장
- 1993년 ~ 1995년: 청와대 민정비서실 행정관,청와대 정치특보실 국장
- 2002년 7월 ~ 2006년 6월: (민선3기) 동래구청장
- 2006년 9월: 일본 동지사대학교 대학원 총학정책과학과 일한자치센터 객원연구원
- 2007년: 박근혜 한나라당 대통령 후보 부산선대위 총괄본부장
- 2007년: 이명박 대통령 후보 부산선거대책위원회 시민사회본부 부본부장
- (사)전주이씨대동종약원 종민회 회원
- 2008년 7월 ~ 2009년 7월: 한나라당 부산시당 재해특별위원장
- 2009년 5월 ~ 2009년 7월: 한나라당 쇄신특별위원회 위원
- 2010년 6월 ~ 2011년 6월: 한나라당 부대표
- 2010년 7월: 한나라당 공천제도개혁특별위원회 위원
- 2011년 2월: 한나라당 서민주거안정 TF 위원
- 새누리당 부산광역시당 위원장
- 새누리당 비상대책위원회 위원
- 2020년 8월: 부산정상화포럼 상임고문
- 2021년 2월: 2021년 재보궐선거 부산광역시장 국민의힘 예비후보
- 2022년 5월 ~ 2023년 11월: 대통령비서실 정무수석비서관

## 의정활동
- 2008년 5월 ~ 2020년 5월: 무소속후보로 출마 당선후 한나라당 복당
- 2008년 5월 ~ 2016년 5월: 제 18대, 19대 새누리당 국회의원(부산 동래구)
- 국회 지식경제위원회 위원
- 2008년 5월: 국회 정무위원회 위원
- 2008년 6월 ~ 2009년 6월: 국회 예산결산특별위원회 위원
- 한국지방자치학회 회원
- 2008년 8월 ~ 2009년 8월: 국회 일자리창출 및 중소기업경쟁력강화 특별위원회 위원
- 2010년 6월 ~ 2011년 6월: 국회 운영위원회 위원
- 2012년 7월 ~ 2014년 5월: 제19대 국회 지식경제위원회 위원
- 2013년 4월 ~ 2014년 5월: 제19대 국회 산업통상자원위원회 위원
- 2013년 8월 ~ 2014년 5월: 제19대 국회 예산결산특별위원회 위원
- 2014년 6월 ~ 2016년 5월:  제19대 국회 후반기 산업통상자원위원회 간사
- 2016년 5월 ~ 2016년 12월: 제 20대 새누리당 국회의원(부산 동래구)
- 2016년 5월: 제20대 국회 전반기 정무위원회 위원장
- 2017년 1월 ~ 2017년 5월: 제 20대 바른정당 국회의원(부산 동래구)
- 2017년 5월 ~ 2020년 2월 : 제 20대 자유한국당 국회의원(부산 동래구)
- 2018년 7월 ~ 2020년 5월 : 제20대 국회 후반기 행정안전위원회 위원
- 2018년 8월 ~ 2019년 2월 : 자유한국당 비상대책위원회 가치와 재표 재정립소위원회 위원
- 2018년 12월: 자유한국당 원내대표-정책위의장 경선 선거관리위원장
- 2019년 3월 : 자유한국당 상임특보단장
- 2019년 9월 : 자유한국당 조직강화특별위원회 위원
- 2019년 11월 : 4·15총선 자유한국당 총선기획단 총괄팀장
- 2020년 2월 ~ 2020년 5월 : 제 20대 미래통합당 국회의원(부산 동래구)
- 2020년 3월 ~ 2020년 4월 : 미래통합당 4·15총선 선거대책위원회 총괄본부장
- 2020년 3월 ~ 2020년 4월 : 미래통합당 부산시당 2020 통합 선거책위위원회 명예선거대책본부장

## 의정 행보

### 복수국적
제18대 국회에서 2009년 12월 29일에 대한민국 정부가 혼인관계를 유지하고 있는 결혼이민자, 대한민국에 특별한 공로가 있거나, 우수 외국인재로서 특별귀화한 자, 국적회복허가를 받은 자로서 특별한 공로가 있거나, 우수 외국인재로 인정되는 자, 해외입양 되었다가 우리 국적을 회복한 자, 그리고 외국에 장기 거주하다가 국내에 영주 귀국하여 대한민국 국적을 회복한 65세 이상의 자들을 대상으로 복수국적을 제한적으로 허용하기 위해 발의한 국적법 일부개정법률안(의안번호 1807200)의 수정가결에 찬성하였다.

### 재외국민 참정권
제18대 국회에서 2009년 2월 5일에 대한민국 헌법 제24조에도 불구하고 해외에 거주하는 약 240만명 대한민국 국민의 금지되었던 재외국민 참정권을 회복하기 위해 발의된 공직선거법 일부개정법률안(대안)(의안번호 1803725), 주민투표법 일부개정법률안(의안번호1803724), 그리고 국민투표법 일부개정법률안(의안번호 1800737)중 공직선거법 일부개정법률안(대안)(의안번호 1803725)의 가결을 반대하였고 나머지 2개의 일부개정법률안의 의결에 찬성하였다.

## 논란

### 엘시티 비리 연루 의혹
자신의 지위를 이용해 엘시티 사업 과정에서 알선이나 부당한 압력을 행사한 의혹이 검찰에 포착되어 이진복 의원 및 가족, 측근들의 계좌에 대한 압수수색이 들어가고 있다. 이진복 의원은 엘시티 시행사 실소유주인 청안건설 이영복 회장(66·구속 기소)과 오랫동안 알고 지내왔으며 수차례 골프모임을 한 것으로 알려졌다.

## 저서
- 꿈을 꿀수록 희망은 커진다

## 역대 선거 결과
|  | 61.45% |

|  | 34.39% |

|  | 51.15% |

|  | 53.42% |

|  | 42.52% |

## 소속 정당
| 소속 정당 | 소속 정당  | 소속 기간 | 비고      |
| --------- | ---------- | --------- | --------- |
|           | 신민당     | 1977~1980 | 정계 입문 |
|           | 무소속     | 1980~1981 | 정당 해산 |
|           | 민주한국당 | 1981~1985 | 창당      |
|           | 무소속     | 1085      | 탈당      |
|           | 신한민주당 | 1985~1987 | 창당      |
|           | 무소속     | 1987      | 탈당      |
|           | 통일민주당 | 1987~1990 | 창당      |
|           | 민주자유당 | 1990~1995 | 합당      |
|           | 신한국당   | 1995~1997 | 당명 변경 |
|           | 한나라당   | 1997~2006 | 합당      |
|           | 무소속     | 2006~2008 | 탈당      |
|           | 한나라당   | 2008~2012 | 복당      |
|           | 새누리당   | 2012~2016 | 당명 변경 |
|           | 무소속     | 2017      | 탈당      |
|           | 바른정당   | 2017      | 창당      |
|           | 무소속     | 2017      | 탈당      |
|           | 자유한국당 | 2017~2020 | 당명 변경 |
|           | 미래통합당 | 2020      | 합당      |
|           | 국민의힘   | 2020~2022 | 당명 변경 |
|           | 무소속     | 2022~현재 | 탈당      |

## 같이 보기
- 동래구 (2000년 선거구)
- 부산 동래구의 국회의원
- 동래구청장
- 대한민국의 대통령비서실 수석비서관